# Eurodoc
| Sede                | Bruselas, Bélgica            |
| Fundada en          | 2005 (2002)                  |
| Miembros            | 32 organizaciones nacionales |
| Lenguaje de trabajo | Inglés                       |
| Presidente          | Margaux Kersschot, Bélgica   |

Eurodoc es la federación de organizaciones nacionales de investigadores jóvenes en la Unión Europea. Jóvenes investigadores son aquellos investigadores que están doctorándose (investigadores en fase inicial) o recién doctorados en sus primeros años de la carrera investigadora postdoctoral (investigadores postdoctorales).
Como organización sin ánimo de lucro, Eurodoc trata la situación de los investigadores jóvenes en Europa diferentes aspectos (por ejemplo, movilidad académica, condiciones de trabajo, trayectorias profesionales, supervisión y entrenamiendo doctoral)
Eurodoc enuncia comunicados de directrices y hace recomendaciones a las instituciones académicas, corporativas y gubernamentales en temas de especial relevancia para jóvenes los investigadores europeos (por ejemplo sobre el Proceso de Bolonia o la Agenda de Lisboa). En esta actividad, Eurodoc está en contacto habitual con los mayores representantes en las políticas europeas de investigación y educación superior, en especial con el directorado general para la investigación de la Comisión Europea y la Asociación Europea de Universidades.
Cada año, en primavera, Eurodoc se reúne en una conferencia internacional de jóvenes investigadores. El objetivo de esta conferencia es crear un marco de trabajo donde los jóvenes investigadores europeos se encuentren con líderes políticos y económicos de Europa y se impliquen mediante fructíferas discusiones en la construcción del Área Europea de Investigación y Educación Superior.

## Historia
En 2001, varios miembros de las organizaciones nacionales para investigadores jóvenes se reunieron en una conferencia organizada en Upsala, Suecia, durante la presidencia sueca del Consejo de la Unión Europea. Reconocieron la necesidad urgente de establecer una organización de ámbito europeo para investigadores jóvenes, y aprovecharon la ocasión para iniciar una red de organizaciones nacionales. Siguiendo estos esfuerzos, Eurodoc fue fundada en Gerona, en España el 2 de febrero de 2002. En 2005, Eurodoc fue establecido en Bruselas como organización internacional sin ánimo de lucro.